# Domenico Monegario
Domenico Monegario – doża wenecki od 756 do 764.